# Niculae Nedeff
Niculae Nedeff (Bukarest, 1928. szeptember 26. – Bukarest, 2017. július 24.) román kézilabdaedző.

## Pályafutása
1956-ban a román férfi és a női válogatott szövetségi kapitánya lett. A női csapatot 1965-ig vezette és három világbajnoki címet nyert a válogatottal, ebből kettőt nagypályán, egyet teremben. A férfi válogatottal négy világbajnoki címet és egy bronzérmet szerzett. Az 1976-os montréali olimpián ezüst-, az 1972-es müncheni, az 1980-as moszkvai és az 1984-es Los Angeles-i olimpián bronzérmes lett a férfi csapattal. 1989 után a franciaországi Antibes-ban és a németországi Eisenachban edzősködött.

## Sikerei, díjai
Román női válogatott
- Női kézilabda-világbajnokság
  - aranyérmes (3): 1956, 1960 (mindkettő nagypályás), 1962

Román férfi válogatott
- Férfi kézilabda-világbajnokság
  - aranyérmes (4): 1961, 1964, 1970, 1974
  - bronzérmes (1): 1967
- Olimpiai játékok
  - ezüstérmes (1): 1976, Montréal
  - bronzérmes (3): 1972, München, 1980, Moszkva, 1984, Los Angeles